# Hornbalsamin
Hornbalsamin (Impatiens balfourii) är en växtart i familjen balsaminväxter från nordvästra Himalaja och Kashmir. Arten odlas som trädgårdsväxt i Sverige.